# カイ (歌手)
カイ（朝: 카이、英: Kai、1994年1月14日 - ）は、SMエンタテインメント（以下SM）に所属する韓国出身の男性歌手。男性アイドルグループEXOならびにEXO-Kのメンバーで、ポジションはメインダンサーであり、センター。EXO の顔ともいわれる。2019年10月からはSuperMにも所属。
本名はキム・ジョンイン（朝: 김종인、漢：金鐘仁、英: Kim Jong-in）、全羅南道順天市出身。血液型はA型、身長182cm。2007年SM青少年ベスト選抜大会合格。ソウル公演芸術高等学校卒業。

## 人物
5歳差と9歳差の2人の姉がいる。

モング、チャング、チャンアという名前のプードル犬を3匹飼っている。

東野圭吾の大ファンで、朝鮮語に翻訳された作品は全て読んだ

瑞草区にある「Kamong Cafe」はカイの姉のひとりが経営するカフェで、店の名前は「カイ」と愛犬の名前「モング」を組み合わせたもの（Kai + Monggu = Kamong）。また、カイが子供の頃は父がパン屋を経営していた。

同じ1994年生まれのセフンとともにEXOのマンネライン（年下組）と呼ばれることがあるが、韓国の就学年齢基準日変更前の早生まれに該当していたため、学年はカイが1つ上である。

芸名はSMイ・スマン代表の考案。

架空設定能力は瞬間移動 （teleportation）。背番号の88は『Wolf』の基本コンセプトHip hop （ヒップホップ）の頭文字をHのアルファベット順である8に置き換えたもので、『Wolf』活動期間中はメンバー全員が88の背番号をつけていたが『Growl』以降メンバー各自が自分で考えた数字を背番号として使うようになりカイだけ88を使い続けた。

特技は踊ることで、ロールモデルはマイケル・ジャクソン。

好きな色は赤と黒と空色。好きな映画は『リトル・ダンサー』。好きな食べ物はチキン。

無愛想で表現が下手だが情の深い性格、唇を噛む癖がある。

座右の銘は「曲がっても折れない」。

よく聴く音楽はR&Bとヒップホップで、歌手ではアッシャーやクリス・ブラウンを好む。

スポーツではサッカーを好んでおり、高校1年の頃にプレミアリーグを観て以来チェルシーFCのファン。

所属事務所が一緒で同い年のSHINeeのテミンとは練習生時代からの親友である。HOTSHOTメンバーでダンス担当のティモテオ（本名ムンギュ）も元SM練習生で同い年、テミン含め一緒に練習生時代を過ごした仲。

芸名が同じである声楽家のKAIとは、電話で話したことがある。

『アンダンテ』で共演した女優イ・イェヒョンがカイのファンだった。

九州朝日放送の情報番組『アサデス。』とThe EXO'rDIUM福岡公演で平野ノラのモノマネを披露したことがあり、AbemaTV『EXO Coming』出演時に本人と一緒にネタを披露した。

## 来歴
幼少時より両親に通わされたテコンドーやピアノ教室は飽きることが多かったが、小学2年生の9月頃に始めたジャズダンスは熱心に学んだ。バレエを習い始めたきっかけは小学4年生の頃に観た『くるみ割り人形』で、小学6年生まで続けた。歌手を目指すようになったのは神話が踊る姿を見てからで、神話のメンバーのなかでもミヌの大ファンだった。小学6年生のときにSMのオーディションを受け、2007年の中学校2年生（14歳）時にSM青少年ベスト選抜大会で合格。事務所に入って初めてポップダンスやロックダンスといったストリートダンスを教わり、5年間を練習生として過ごした。練習生時代は主にアーバンスタイルのダンスを踊っていた。
2011年12月23日0時にデビュー予告映像『EXO Teaser 1_KAI (1)』が公開、EXOのメンバー中最初の披露となったが、EXO-KとEXO-Mどちらのメンバーであるかは公表されなかった。2012年4月8日、EXO-Kのメンバーとして韓国で正式デビューした。2015年3月14日にInstagramアカウント（@kimkaaaaaa）を開設、同年10月28日に『Call Me Baby』の音源が公開されたのちにInstagramを退会、開設から2週間での閉鎖となった。2016年3月17日、公式ファンクラブサイトEXO-L上でコンサートの練習中に足首を負傷したことを伝えた。翌日の18日から20日のThe Exo'luxion dotソウル3日間公演は松葉杖使用で予定通り参加した。同年7月23日のソウル公演中に同じ部位である足首の靭帯を再び負傷、翌日24日以降の公演は一部のステージのみ出演、同年8月発売の『Lotto』活動期間中の音楽番組出演は不参加となった。The EXO'rDIUM福岡公演2日目当日の同年10月3日、踊ることができるようになったとEXO-Lサイトで報告した。
2018年1月から2月にWOWOWで放送された「春が来た」において、日本のテレビドラマに初出演にして初主演を果たす。日本語が堪能な韓国出身カメラマンを演じ、日本語のセリフが大半を占める役柄に挑戦した。
2018年6月5日にInstagramを再開した。公式インスタグラムのアカウント名は@zkdlin https://www.instagram.com/zkdlin/ 。"zkdl"は英語キーボードでの、韓国のキーボードの카이(かい)の位置が重なる部分から由来する。開設当初は"zkdlkai"であった。
2021年12月12日に、自身初のオンラインソロコンサート『Beyond LIVE #Cinema - KAI : Kloor』を開催した。
2023年5月11日、兵役のため入隊し、基礎軍事訓練を受け社会服務要員として代替服務に就く。

## 作品

### ミニアルバム
|     | タイトル | 発売日         | 備考 |
| --- | -------- | -------------- | ---- |
| 1st | KAI      | 2020年11月29日 |      |
| 2nd | Peaches  | 2021年11月29日 |      |
| 3rd | Rover    | 2023年3月2日   |      |

### ソロダンス
| タイトル    | 収録作品                                                        | 発売日         |
| ----------- | --------------------------------------------------------------- | -------------- |
| Deep Breath | EXOLOGY Chapter 1: The Lost Planet                              | 2014年12月22日 |
| Deep Breath | EXO from. EXOPlanet #1 - The Lost Planet in Japan (DVD&Blu-ray) | 2015年3月18日  |

### DVD
| 発売日         | タイトル                         | 規格 |
| -------------- | -------------------------------- | ---- |
| 2016年12月28日 | チョコバンク                     | DVD  |
| 2018年4月3日   | アンダンテ〜恋する速度〜DVD SET1 | DVD  |
| 2018年5月2日   | アンダンテ〜恋する速度〜DVD SET2 | DVD  |
| 2018年8月3日   | 連続ドラマW 春が来た             | DVD  |

## 出演

### 番組
| 放送日 | 放送日   | 放送局 | 番組名              |
| ------ | -------- | ------ | ------------------- |
| 2014年 | 2月16日  | SBS    | 決心 1万時間        |
| 2014年 | 8月19日  | Mnet   | 4つのショー         |
| 2014年 | 8月21日  | Mnet   | M COUNTDOWN         |
| 2014年 | 12月31日 | MBC    | 歌謡大祭典          |
| 2017年 | 8月24日  | SBS    | ハッピートゥゲザー3 |

### MC
| 放送日        | 放送局 | 番組名   |
| ------------- | ------ | -------- |
| 2013年8月11日 | SBS    | 人気歌謡 |

### ラジオ
| 放送日        | 放送局      | 番組名                         |
| ------------- | ----------- | ------------------------------ |
| 2015年10月7日 | SBSパワーFM | イ・グクジュのヤングストリート |

### ドラマ
主演は役名を太字で表記
| 放送日                 | 放送局       | タイトル                | 話数        | 役柄                       |
| ---------------------- | ------------ | ----------------------- | ----------- | -------------------------- |
| 2016年2月15日～21日    | Naver TVcast | チョコバンク            | 全6話       | 就職浪人生キム・ウンヘン役 |
| 2016年12月15日、19日   | Naver TVcast | ファーストキスだけ7回目 | 第4話 第5話 | 年下の生徒EXOカイ役        |
| 2017年9月24日～        | KBS1         | アンダンテ              | 全16話      | 高校生イ・シギョン役       |
| 2018年1月13日～2月20日 | WOWOW        | 春が来た                | 全5話       | カメラマンイ・ジウォン役   |
| 2018年4月2日〜5月29日  | KBS2         | 僕らが出会った奇跡      | 全20話      | 死神 アト役                |

### 楽曲
| 公開日         | 曲名       | アーティスト            | 内容                                       |
| -------------- | ---------- | ----------------------- | ------------------------------------------ |
| 2012年10月31日 | MAXSTEP    | Younique Unit           | SM×現代自動車『PYL Younique Volume 1』収録 |
| 2012年12月30日 | Spectrum   | SM the Performance      | SBS歌謡大祭典にて披露                      |
| 2014年8月18日  | Pretty Boy | SHINeeテミン feat. カイ | テミン1stミニアルバム『ACE』収録           |

### ミュージックビデオ
| 公開日         | タイトル   | アーティスト               | 概要                                                     |
| -------------- | ---------- | -------------------------- | -------------------------------------------------------- |
| 2014年10月31日 | In Summer  | Deuxの『여름안에서』カバー | 902014 EXOの企画                                         |
| 2018年3月15日  | KAI×Levi's | KAI×Levi's                 | カイとLevi'sのコラボ企画。 Dance ver. も公開されている。 |

### 雑誌
表紙モデルは誌名を太字で表記
| 雑誌名             | 号数                   | 出版社             |
| ------------------ | ---------------------- | ------------------ |
| Vogue girl         | 2012年4月号            | Doosan Magazine    |
| GQ Korea           | 2012年4月号            | Doosan Magazine    |
| The Celebrity      | 2014年6月号            | Design House       |
| NYLON              | 2015年9月号            | ソウル文化社       |
| ELLE               | 2016年2月号            | HEARST Joongang    |
| GQ Korea           | 2016年8月号            | Doosan Magazine    |
| HIGH CUT           | 2016年184号            | T-on Network       |
| ARENA HOMME +      | 2016年11月号           | ソウル文化社       |
| DAZED & CONFUSED   | 2016年12月号           | LEXTREME           |
| CREA               | 2017年9月号            | 文藝春秋           |
| haru＊hana         | 2017年vol.044          | 東京ニュース通信社 |
| ELLE               | 2017年11月号           | HEARST Joongang    |
| CREA               | 2017年12月号           | 文藝春秋           |
| VOGUE KOREA        | 2017年12月号           | Doosan Magazine    |
| MAQUIA             | 2018年1月号            | 集英社             |
| MORE               | 2018年1月号            | 集英社             |
| mini               | 2018年1月号            | 宝島社             |
| Ginza              | 2018年1月号            |                    |
| 韓流旋風           | 2018年1月号            |                    |
| Lined              | 2018年1月号            | 韓国雑誌           |
| L'Optimum Thailand | 2018年1月号            | タイ雑誌           |
| anan               | 2018年1月号            |                    |
| ViVi               | 2018年2月号            |                    |
| 韓流ぴあ           | 2018年2月号            |                    |
| Asian Pops         | 2018年2月号            |                    |
| L'Officiel Hommes  | 2018年春夏号 (3月発売) | 韓国雑誌           |
| 韓流T.O.P Vol.59   | 2018年5月号            |                    |
| GQ Korea           | 2018年7月号            | 韓国雑誌           |
| Allure Korea       | 2018年8月号            | 韓国雑誌           |

### イベント
| 開催日        | 内容                                              |
| ------------- | ------------------------------------------------- |
| 2017年9月26日 | ポロラルフ・ローレンカロスキル店2周年記念イベント |
| 2017年11月2日 | ELLE STYLE AWARDS                                 |

## コンサート
ソロコンサート
| 年度   | 年度     | 公演名                            | 会場       | 参考   |
| ------ | -------- | --------------------------------- | ---------- | ------ |
| 2021年 | 12月12日 | Beyond LIVE #Cinema - KAI : Kloor | オンライン | [ 84 ] |

ソロライブツアー
| 年度   | 年度    | 公演名                      | 会場                                | 参考   |
| ------ | ------- | --------------------------- | ----------------------------------- | ------ |
| 2023年 | 1月28日 | KAI Japan Special Live 2023 | 名古屋国際会議場 センチュリーホール | [ 85 ] |
| 2023年 | 1月29日 | KAI Japan Special Live 2023 | オリックス劇場                      | [ 85 ] |
| 2023年 | 1月31日 | KAI Japan Special Live 2023 | パシフィコ横浜 国立大ホール         | [ 85 ] |